# Eliza Taylor
Eliza Jane Taylor (Melbourne, 24 oktober 1989) is een Australische actrice.

## Levensloop
Taylor was in 2003 twee keer te zien in een hoofdrol van een jeugdserie. Ze speelde Sarah Redding in Pirate Islands en Rosie Cartwright in The Sleepover Club, een programma dat uitgezonden werd op de Vlaamse zender Ketnet. In 2005 ging ze aan de slag in de soapserie Neighbours. Ze speelde haar personage Janae Timmins twee en een half jaar en verliet de serie aan het einde van 2007. De laatste aflevering waarin ze te zien was, werd in Australië uitgezonden in februari 2008. In 2009 had ze een gastrol in de ziekenhuisserie All Saints en in 2010 was ze te zien in een aflevering van City Homicide. Van 2014 tot en met 2020 speelde ze de rol van Clarke Griffin, een van de hoofdrollen in de reeks The 100. In 2017 speelde ze de hoofdrol in de kerstfilm Christmas Inheritance. In 2023 speelde ze in het tweede seizoen van Quantum Leap.
In 2019 trouwde ze met, de ook in The 100 spelende, acteur Bob Morley.
In 2022 kreeg ze samen met Bob Morley een kind. Naam en geslacht onbekend. 
- Bibliothèque nationale de France: cb16989731k (data)
- International Standard Name Identifier: 0000 0004 5261 4944
- Library of Congress Control Number: no2016096133
- Nederlandse Thesaurus van Auteursnamen: 393425568
- Système universitaire de documentation: 200413457
- Virtual International Authority File: 317182951
- WorldCat: E39PBJh4tXbtV3FcxXWr78GCQq